# Ivenca
Ivenca je naselje u slovenskoj Općini Vojniku. Ivenca se nalazi u pokrajini Štajerskoj i statističkoj regiji Savinjskoj. 

## Stanovništvo
Prema popisu stanovništva iz 2002. godine naselje je imalo 167 stanovnika.